# Polnische Schul

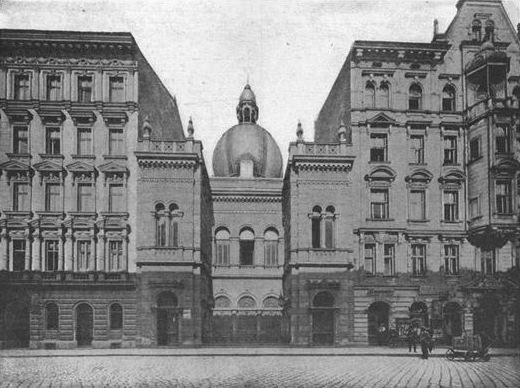
Leopoldsgasse mit der „Polnischen Schul“; idealisierte Darstellung, Postkarte 1899

Die Synagoge in der Leopoldsgasse, auch Polnische Schul genannt, war eine 1892/93 errichtete und 1938 im Novemberpogrom zerstörte orthodoxe Synagoge in der Leopoldsgasse 29 im 2. Wiener Gemeindebezirk. Die Synagoge wurde vom Verein Beth Israel (Haus Israel) für die polnisch-jüdische Gemeinde in Wien erbaut und folgte dem polnisch-jüdischen Ritus.
Die nach den Plänen des jüdischen Wiener Architekten Wilhelm Stiassny als dreischiffige Anlage mit Galerien im orientalisierenden Stil erstellte Synagoge zählte 420 Männer- und 217 Frauensitze. Ihr auffälligstes Merkmal war der zentrale Zwiebelturm.

## Geschichte

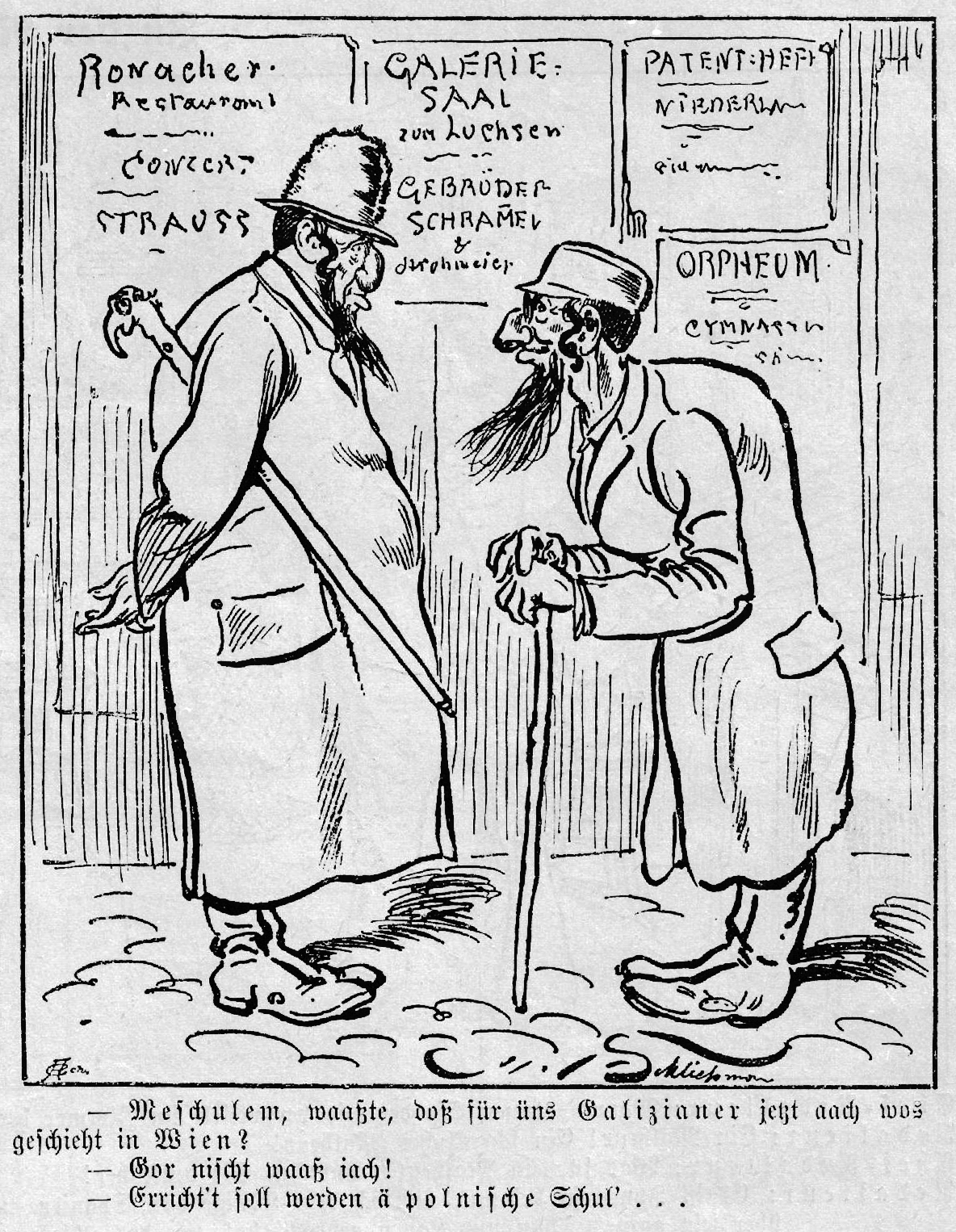
Karikatur aus Anlass der geplanten Errichtung der Polnischen Schul (1883)

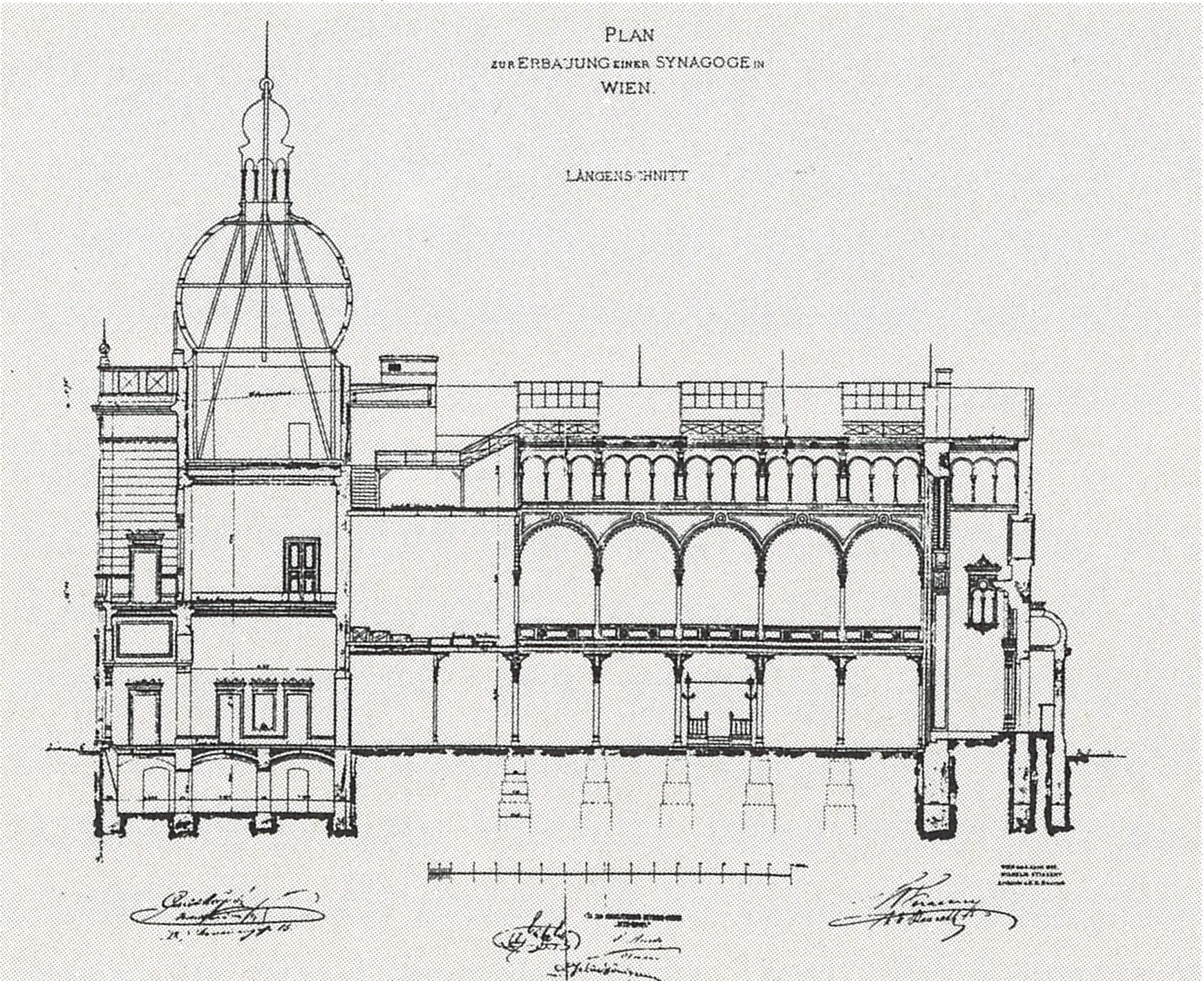
Längsschnitt, Pläne 1892

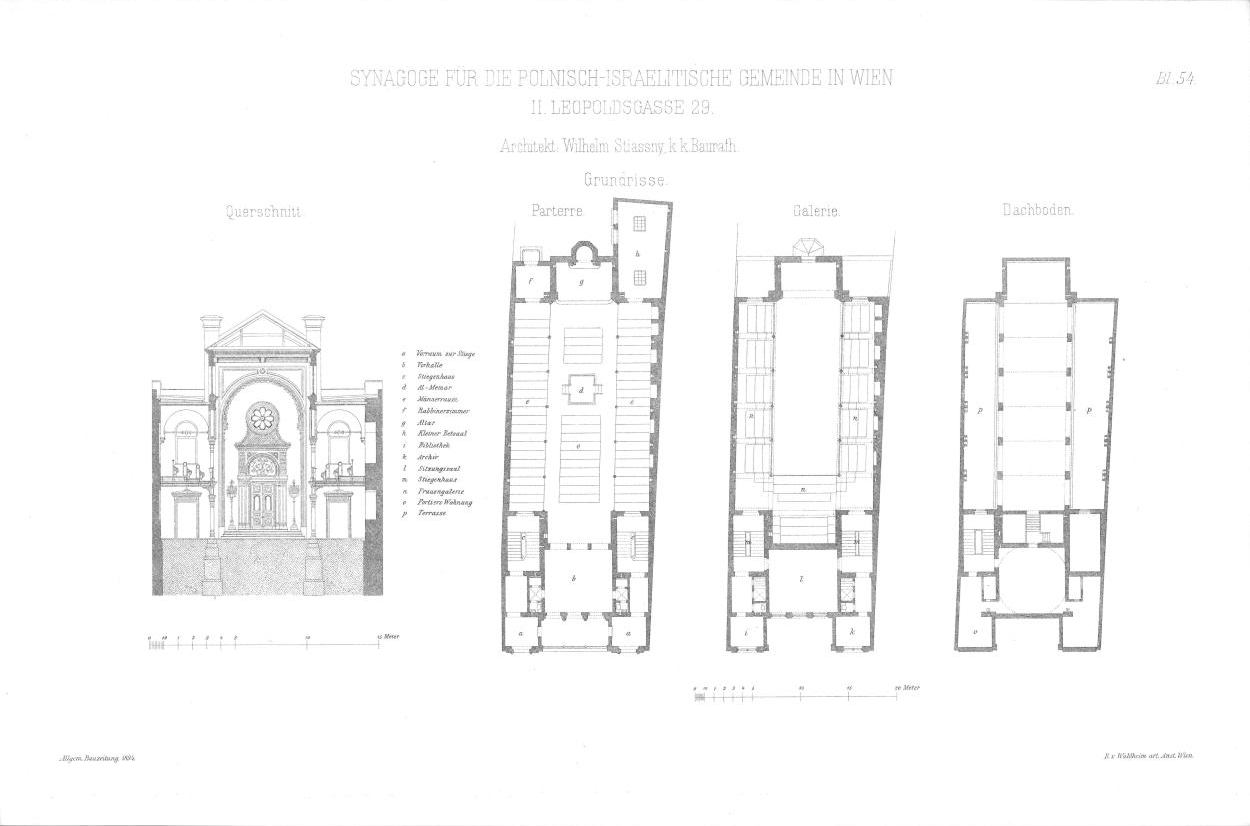
Querschnitt, Pläne 1892

Am 13. September 1878 empfahl in der Sitzung des Wiener Gemeinderates Architekt Eduard Kaiser (1831–1911) das Bauprojekt Israelitischer Tempel (Polen) für die Liegenschaft Obere Donaustraße 65 (heute: Obere Donaustraße 75) – und am 11. September 1879 wurde nächst dieser Adresse der (etwa 1000 Personen fassende) polnisch-israelitische Tempel (Ausführung: Ferdinand Dehm und Franz Olbricht) eingeweiht (heute: Obere Donaustraße 79). Bereits ab dem Jahr 1873 bestand auf dieser Liegenschaft die Israelitische vierklassige Volksschule des Joseph Plon für Knaben. In den 1870er-Jahren bewarb Plo(h)n sein (bis 1883 vor Ort registriertes) Institut insbesondere mit dem Hinweis auf den 2.900 m² großen, für schulische wie vorschulische (Kindergarten) Zwecke genutzten Garten.
Im März 1882 ging der Tempelneubau an die Erste ungarische Glasfabriken-Niederlage Karl Pfahler, deren Lagergebäude in der Großen und Kleinen Ankergasse (heute: Hollandstraße) zum Abbruch standen. Grund für den Verkauf waren finanzielle Schwierigkeiten, angeblich mittelbar hervorgerufen durch die Ablehnung des Gotteshauses durch die Gläubigen. Im Mai des Jahres wurde das Bethaus zu einem Magazin umgebaut, wobei es zwischen Arbeitern und polnischen Juden zu Handgreiflichkeiten kam. Der Hauptraum des im maurischen Stil gestalteten Tempels wurde durch Holzeinbauten in drei Stockwerke gegliedert. Im März 1899 wurde durch einen einer Selbstentzündung zugeschriebenen Brand die Bausubstanz empfindlich beschädigt.
1882 erfolgte bei der k. k. Niederösterreichischen Statthalterei vonseiten der Proponenten die Eingabe des Israelitischen Bethausvereins Beth Israel in Wien für eine Vereinsgründung. Der Verein bezweckte, seinen Mitgliedern eine würdige Stätte der Andacht zu verschaffen.
In seiner Sitzung vom 17. Dezember 1888 beschloss der Vorstand von Beth Israel den Bau einer Synagoge für 750 Personen als Ersatz für das Betlokal der Gemeinde in der Oberen Donaustraße. Im März 1892 entschied sich das zu diesem Zweck gebildete Komitee für den Erwerb des Grundstücks Nr. 29 in der Leopoldsgasse – ehemals die westliche Begrenzung des jüdischen Ghettos – im 2. Wiener Gemeindebezirk. Das Geld für den Bau wurde durch Sammlungen und Spenden der Vereinsmitglieder, aber auch des Vorstands der Israelitischen Kultusgemeinde Wien und durch eine Lotterie, für die Kaiser Franz Joseph den Haupttreffer, ein silbernes Kaffee-Service für sechs Personen im Stil Ludwigs XIV. gespendet hatte, mühsam zusammengetragen. Die Baukosten beliefen sich auf 75.766,93 Gulden.
Mit der Planung des Baus war der Wiener Architekt Wilhelm Stiassny beauftragt worden, der auch Ehrenpräsident des Baukomitees war. Die Baupläne wurden am 8. Juni 1892 genehmigt, die Grundsteinlegung fand am 5. März 1893, die Schlusssteinlegung und feierliche Einweihung am 8. September 1893 statt.
1926 wurde die Synagoge umgebaut und durch eine Bibliothek und einen Vorraum ergänzt.
1938 ging das Vermögen des Vereins Beth Israel in die Israelitische Kultusgemeinde (IKG) Wien über. Während des Novemberpogroms 1938 wurde die Synagoge verwüstet, 1943 wurde das Grundstück von der Firma Hollindia Handelsgesellschaft erworben. Im Dezember 1950 gelangte es wiederum ins Eigentum der IKG, die es 1958 verkaufte. Die Überreste der Synagoge wurden abgetragen und 1961 der Bau eines Wohnhauses auf dem Grundstück bewilligt. Eine Gedenktafel vor dem Wohnhaus weist auf den Standort der ehemaligen „Polnischen Schul“ hin.

## Beschreibung

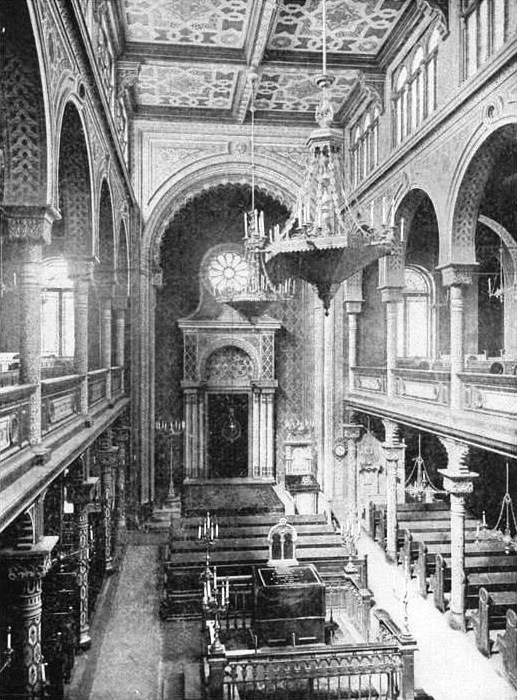
Der Innenraum mit Toraschrein, Ner Tamid und Bima

Das relativ schmale Grundstück in der Leopoldsgasse lag zwischen zwei Gebäuden aus der Gründerzeit. Zwei stark vorspringende Seitenrisalite flankierten einen Mittelbau, der in seinem vordersten Teil von einer Kuppel überragt wurde. Dank der Baukörperbetonung durch die symmetrisch angeordnete Kuppel und die Schaffung eines kleinen Vorhofs mit einem schmiedeeisernen Gitter hob sich der Bau von den umliegenden Häusern deutlich ab und war als Synagoge erkennbar, wirkte jedoch mit seiner für den Späthistorismus typisch überladenen Fassade zwischen den wesentlich höheren Zinshäusern „etwas gedrungen“. Die von einem Türmchen gekrönte, durch vergoldete Längsrippen in Felder geteilte und mit Schiefer gedeckte Kuppel ruhte über dem Eingangstrakt und war für den Innenraum bedeutungslos. Die Seitenrisalite waren horizontal gelb und rot gestreift, der zurückspringende Mittelteil war dagegen mit Flächenornamenten dekoriert. Die Fenster der Seitentrakte waren zweigeteilt, diejenigen des Mittelbaus dreiteilig. Der Bau schloss mit einem Schmuckband aus Säulchen und Stalaktitenreihen ab, in der Mitte war ein hebräischer Schriftzug angebracht, die Attika darüber war an den Seiten von vier Türmchen, in der Mittelachse von den Gesetzestafeln bekrönt.
Vom Vorhof gelangte man durch drei Eingänge zur Vorhalle und von da in den Betraum der Männer, die Eingänge für die Frauen befanden sich seitlich und führten zu kleinen Vestibülen, Toiletten und zu den Treppen zu den Frauengalerien. Oberhalb der Vorhalle befand sich im 1. Stock ein Sitzungssaal mit Nebenräumen.

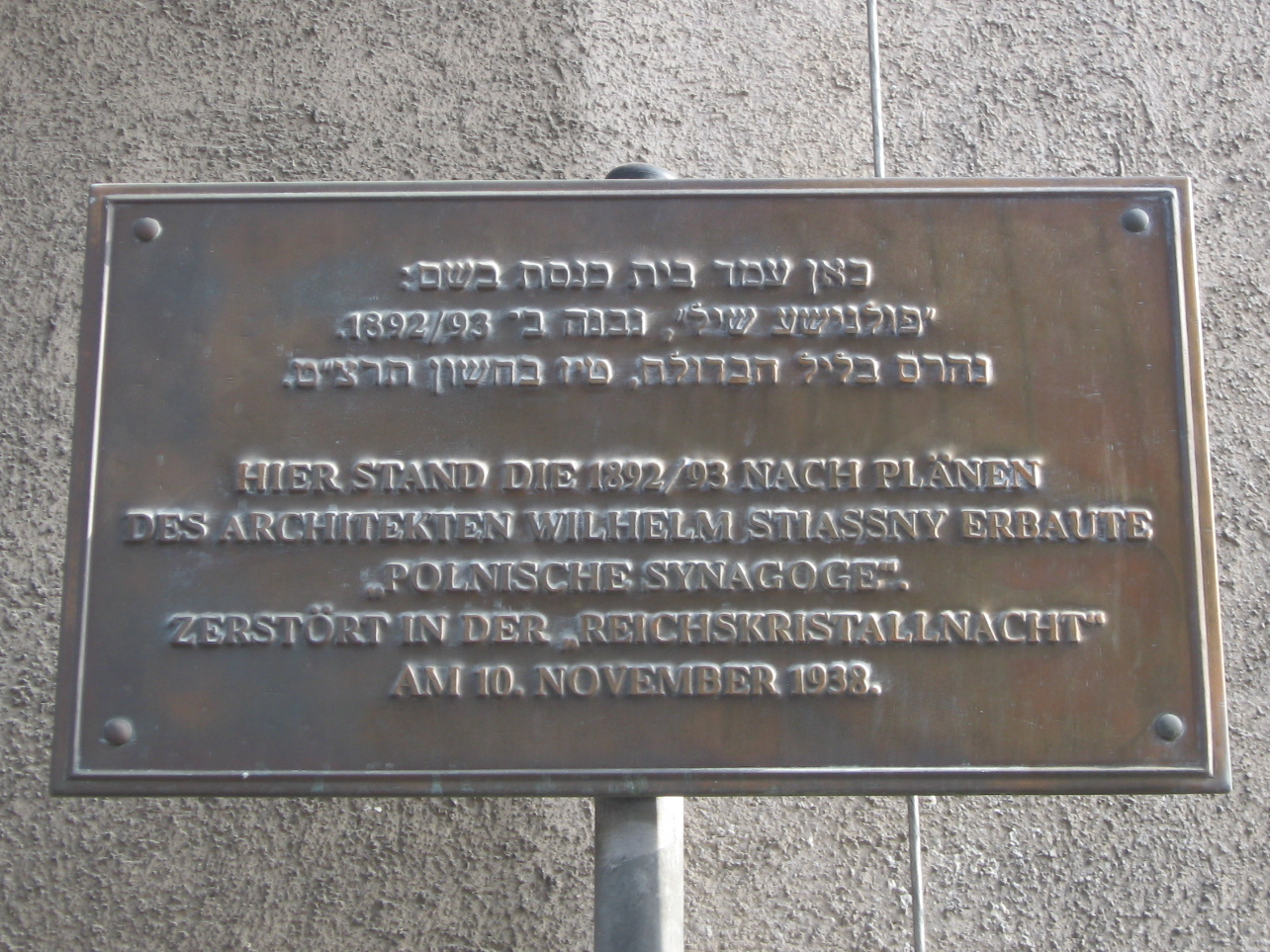
Gedenktafel vor dem Haus Leopoldsgasse 29

Der relativ finstere Innenraum bestand aus einem dreischiffigen Langhaus mit Galerien. Seine Farbgebung ist ungewiss. In der Mitte des Raumes stand, wie für osteuropäische orthodoxe Synagogen üblich, die Bimah erhöht auf einer Plattform und von einem Gitter umgeben. Die 420 Sitze der Männer waren nach dem Muster der Reformsynagogen ausgerichtet, auf der Galerie befanden sich dreiseitig die 217 Sitzplätze für die Frauen. Der Torahschrein befand sich in der östlichen Apsidenwand, durch einen reich verzierten Triumphbogen abgetrennt. Zu beiden Seiten davon befanden sich ein Raum für den Rabbiner und ein kleiner Betsaal.
Die im orientalisierenden maurischen Stil erbaute Synagoge war für eine orthodoxe polnische Synagoge untypisch. Der für Reformsynagogen typische Baustil sollte dem schlechten Ruf entgegenwirken, den das galizische Judentum unter den Wiener Juden besaß.